# Хуаси (Цзянсу)
Хуаси́ — деревня в провинции Цзянсу в Китае. В Китае носит название «Деревня № 1 Поднебесной». Хуаси является единственной в мире деревней, имеющей небоскрёб.

## История
Основание деревни относится к 1961 году. В 1998 году Хуаси стала объектом эксперимента, в ходе которого были выпущены акции компании и размещены на Шэньчжэньской фондовой бирже.

## Достопримечательности
Известна как «Деревня миллионеров», из-за высокого уровня развития экономики и уровня жизни (самые «бедные» семьи имеют состояние не меньше 400 тыс. $). Это
достигнуто благодаря тому, что все жители деревни — акционеры корпорации «Деревня Хуаси»; они получают пятую часть от дохода всех компаний, расположенных в деревне. Остальная часть доходов идет на дальнейшее социальное и экономическое развитие.
Сами китайцы утверждают, что Хуаси — модель социалистической деревни.
В 2011 году был достроен 328-метровый небоскрёб Международный отель Лунси. Его открытие приурочено к 50-летию деревни.
В Хуаси расположен парк всемирных достопримечательностей, в котором построены копии известных зданий и сооружений, таких как американский Белый дом, парижские Триумфальные ворота, Сиднейская опера, Великая Китайская стена и многие другие. Обозревать данные объекты можно не только с земли и упомянутого выше небоскрёба, но и с вертолётов, которые можно арендовать здесь же. Имеются маршруты аэротакси.

## Экономика
Валовой продукт деревни в 2008 году составил $8 млрд. Ежегодно 20% прибыли деревни делится поровну между её жителями.